# Bridelia cinnamomea
Bridelia cinnamomea är en emblikaväxtart som beskrevs av Joseph Dalton Hooker. Bridelia cinnamomea ingår i släktet Bridelia och familjen emblikaväxter. Inga underarter finns listade i Catalogue of Life.